# Sam Wanamaker
Samuel „Sam“ Wanamaker (ursprünglich Samuel Wattenmacker, * 14. Juni 1919 in Chicago, Illinois; † 18. Dezember 1993 in London) war ein US-amerikanischer Schauspieler und Regisseur.

## Biografie
Sam Wanamaker wurde als Sohn ukrainischer Juden aus Nikolajew in Chicago geboren und arbeitete zunächst erfolgreich am Broadway. In der McCarthy-Ära wurde er wegen seiner politischen Ansichten verfolgt. Er blieb daraufhin in England, wo er mit positiver Resonanz mehrere kontroverse Theaterstücke auf die Bühne brachte. Ab 1960 machte er auch wieder Theater in Amerika, 1973 eröffnete er das Sydney Opera House mit einer Bühnenfassung von Tolstois Krieg und Frieden.

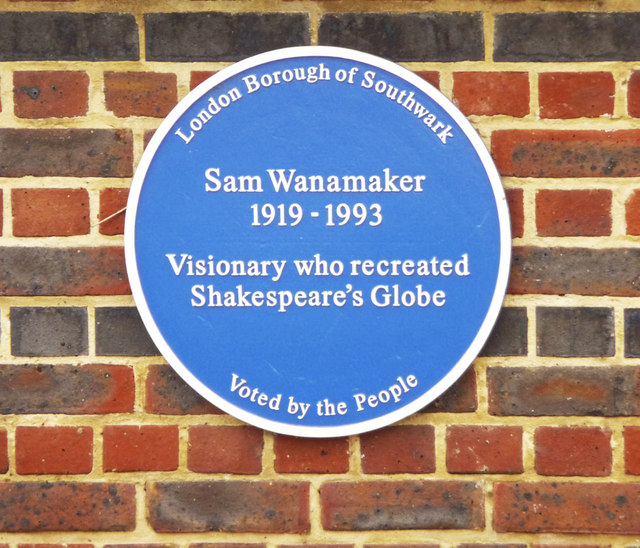
Blue Plaque zur Erinnerung an Sam Wanamaker an der Außenseite des Globe Theaters in London

Weltruhm erlangte Wanamaker als Initiator für den Wiederaufbau des Globe Theaters in London, wozu er 1971 die Shakespeare Globe Stiftung ins Leben rief. Die Vollendung seines Lebenswerkes, die Fertigstellung des Globe, erlebte er nicht mehr. Er starb 1993, vier Jahre vor der Wiedereröffnung 1997, an Krebs. Das am 9. Januar 2014 eröffnete, an das Globe angebaute und überdachte Theater trägt zum Andenken an ihn den Namen Sam Wanamaker Playhouse.
Wanamaker ist der Vater der Schauspielerin Zoë Wanamaker. In dem Film Once Upon a Time in Hollywood (2019) von Quentin Tarantino wird er in einer Nebenrolle von Nicholas Hammond gespielt.

## Filmografie (Auswahl)

### Als Schauspieler
- 1948: My Girl Tisa
- 1949: Haus der Sehnsucht (Give Us This Day)
- 1951: Der Täter fährt nach Norden (Mr. Denning Drives North)
- 1960: Die Spur führt ins Nichts (The Criminal)
- 1962: Taras Bulba
- 1965: Die tollkühnen Männer in ihren fliegenden Kisten (Those Magnificent Men in Their Flying Machines or How I Flew from London to Paris in 25 Hours 11 Minutes)
- 1965: Der Spion, der aus der Kälte kam (The Spy Who Came in from the Cold)
- 1967: Der Tag, an dem die Fische kamen (The Day the Fish Came Out)
- 1975: Das Geheimnis der Wendeltreppe (The Spiral Staircase)
- 1976: Reise der Verdammten (Voyage of the Damned)
- 1976: Von allen Hunden gehetzt (The Sell Out)
- 1978: Holocaust – Die Geschichte der Familie Weiss (Holocaust, Fernseh-Miniserie)
- 1978: Tod auf dem Nil (Death on the Nile)
- 1979: Nur drei kamen durch (Contro 4 bandiere)
- 1980: Schütze Benjamin (Private Benjamin)
- 1984: Triple Trouble (Irreconcilable Differences)
- 1985: Der Flieger (The Aviator)
- 1986: Der City Hai (Raw Deal)
- 1987: Baby Boom – Eine schöne Bescherung (Baby Boom)
- 1987: Superman IV – Die Welt am Abgrund (Superman IV – The Quest for Peace)
- 1988: Ein Richter für Berlin
- 1989: Rosamunde Pilcher: Die Muschelsucher (The Shell Seekers, Fernsehfilm)
- 1990: Wettlauf mit der Zeit (Running Against Time)
- 1991: Reine Glückssache (Pure Luck)
- 1991: Schuldig bei Verdacht (Guilty by Suspicion)
- 1994: Deckname Caliph (Wild Justice, Fernsehfilm)

### Als Regisseur
- 1965: Preston & Preston (The Defenders, Fernsehserie, Folge Eyewitness)
- 1968: The Legend of Custer
- 1968: Lancer (Fernsehserie, Folge The High Riders)
- 1969: Die Spur führt nach Soho (The File of the Golden Goose)
- 1970: Der Vollstrecker (The Executioner)
- 1971: Catlow – Leben ums Verrecken (Catlow)
- 1977: Columbo: Todessymphonie (The Bye-Bye Sky High IQ Murder Case, Fernsehfilm)
- 1977: Sindbad und das Auge des Tigers (Sindbad and the Eye of the Tiger)
- 1979: Hart aber herzlich (Hart to Hart, Fernsehserie, Folge Death in the Slow Lane)
- 1979: Mrs. Columbo (Fernsehserie, 2 Folgen)
- 1980: Liebe ohne Schranken (My Kidnapper, My Love, Fernsehfilm)
- 1981: Randys Tod (The Killing of Randy Webster, Fernsehfilm)
- 1989: Columbo: Tödliche Kriegsspiele (Grand Deceptions, Fernsehfilm)